# Ciro en Babilonia
Ciro in Babilonia (título original en italiano; en español, Ciro en Babilonia) es una ópera seria en dos actos con música de Gioachino Rossini y libreto en italiano de Francesco Aventi, basado en el Libro de Daniel de la Biblia 5,1-30. Se estrenó en el Teatro Comunale de Ferrara el 14 de marzo de 1812.
Esta ópera rara vez se representa en la actualidad; en las estadísticas de Operabase Archivado el 14 de mayo de 2017 en Wayback Machine. aparece con solo 2 representaciones en el período 2005-2010. 

## Personajes
| Roles                                           | Tipo de voz   | Reparto del estreno, 14 (?) de marzo de 1812 (Conductor: – ) |
| ----------------------------------------------- | ------------- | ------------------------------------------------------------ |
| Baldassare, Rey de Asiria                       | Tenor         | Eliodoro Bianchi                                             |
| Ciro, Rey de Persia                             | Contralto     | Marietta Marcolini                                           |
| Amira, Esposa de Ciro, prisionera de Baldassare | Soprano       | Elisabetta Manfredini-Guarmani                               |
| Argene, Confidente de Amira                     | Mezzo-soprano | Anna Savinelli                                               |
| Zambri, Príncipe de Babilonia                   | Bajo          | Giovanni Layner                                              |
| Arbace, Capitán del Ejército de Baldassare      | Tenor         | Francesco Savinelli                                          |
| Daniello, Profeta                               | Bajo          | Giovanni Fraschi                                             |